# Соболево (Крым)
Со́болево (до 1948 года Оди́й-Кийга́ч; укр. Соболіве, крымскотат. Adiy Qıyğaç, Адий Къыйгъач) — исчезнувшее село в Красноперекопском районе Республики Крым, присоединённое к селу Новопавловка, сейчас — северо-западная часть села.

## История
Первое документальное упоминание деревни встречается в Камеральном Описании Крыма… 1784 года, судя по которому, в последний период Крымского ханства Кыйгач входил в Кырп Баул кадылык Перекопского каймаканства.
После присоединения Крыма к России (8) 19 апреля 1783 года, (8) 19 февраля 1784 года, именным указом Екатерины II сенату, на территории бывшего Крымского Ханства была образована Таврическая область и деревня была приписана к Перекопскому уезду. После Павловских реформ, с 1796 по 1802 год, входила в Перекопский уезд Новороссийской губернии. По новому административному делению, после создания 8 (20) октября 1802 года Таврической губернии, Кийгач был включён в состав Бустерчинской волости Перекопского уезда.
По Ведомости о всех селениях, в Перекопском уезде состоящихх с показанием в которой волости сколько числом дворов и душ… от 21 октября 1805 года в деревне Кийгач числилось 27 дворов, 74 крымских татарина и 3 ясыров. На военно-топографической карте генерал-майора Мухина 1817 года деревня Тюрк кийгач обозначена с 15 дворами. После реформы волостного деления 1829 года деревню, согласно «Ведомости о казённых волостях Таврической губернии 1829 года» отнесли к Ишуньской волости (переименованной из Бустерчинской). На карте 1836 года в деревне 17 дворов. Затем, видимо, в результате эмиграции крымских татар в Турцию, деревня заметно опустела и на карте 1842 года Кийгаш обозначен условным знаком «малая деревня», то есть, менее 5 дворов.
В 1860-х годах, после земской реформы Александра II, деревню приписали к Ишуньской волости. Согласно «Памятной книжке Таврической губернии за 1867 год», деревня опустела, вследствие эмиграции крымских татар, особенно массовой после Крымской войны 1853—1856 годов, в Турцию и была заселена выходцами с Украины и, если в «Списке населённых мест Таврической губернии по сведениям 1864 года», составленном по результатам VIII ревизии 1864 года, ещё записан Адий-Кийгач — монастырский хутор с 1 двором и 11 жителями при соляном озере Кирлеутском, то в 1866 году были переселены крестьяне из Киевской губернии. По «Памятной книге Таврической губернии 1889 года», по результатам Х ревизии 1887 года, в деревне Одий Кий Гач числилось уже 18 дворов и 96 жителей.
После земской реформы 1890 года Кийгач татарский отнесли к Воинской волости. Согласно «…Памятной книжке Таврической губернии на 1892 год», в деревне Кийгач татарский, составлявшей Кийгачское сельское общество, было 7 жителей, домохозяйств не имеющих. По Статистическому справочнику Таврической губернии. Ч.II-я. Статистический очерк, выпуск пятый Перекопский уезд, 1915 год, в деревне Одий-Кийгач Воинской волости Перекопского уезда числилось 14 дворов (12 дворов с землёй, 2 — безземельные) с русским населением в количестве 94 человек приписных жителей и 28 «посторонних», из которых 109 мужчин и 94 женщины. Жители владели 194 десятинами удобной земли. В хозяйствах имелось 39 лошадей, 6 волов, 29 коров и 31 голова мелкого скота.
После установления в Крыму Советской власти, по постановлению Крымревкома от 8 января 1921 года № 206 «Об изменении административных границ» была упразднена волостная система, Перекопский уезд переименовали в Джанкойский, в котором был образован Ишуньский район, в состав которого включили село, а в 1922 году уезды получили название округов. 11 октября 1923 года, согласно постановлению ВЦИК, в административное деление Крымской АССР были внесены изменения, в результате которых округа были отменены, Ишуньский район упразднён и село вошло в состав Джанкойского района. Согласно Списку населённых пунктов Крымской АССР по Всесоюзной переписи 17 декабря 1926 года, в селе Одий-Кийгач, Ишуньского сельсовета Джанкойского района, числилось 18 дворов, из них 64 крестьянских, население составляло 81 человек, из них 3 русских и 78 украинцев. Постановлением ВЦИК от 30 октября 1930 года был восстановлен Ишуньский район и село, включили в его состав. Постановлением Центрального исполнительного комитета Крымской АССР от 26 января 1938 года Ишуньский район был ликвидирован и создан Красноперекопский район с центром в поселке Армянск. На подробной карте РККА северного Крыма 1941 года в Оди-Кигаче отмечено 23 дворов.
В 1944 году, после освобождения Крыма от фашистов, 12 августа 1944 года было принято постановление № ГОКО-6372с «О переселении колхозников в районы Крыма», по которому из областей Украинской ССР в район переселялись семьи колхозников. С 25 июня 1946 года Одий-Кийгач в составе Крымской области РСФСР.
Указом Президиума Верховного Совета РСФСР от 18 мая 1948 года, Одий-Кийгач (или Оди-Кийгач) переименовали в Соболево. 26 апреля 1954 года Крымская область была передана из состава РСФСР в состав УССР. К 1960 году, поскольку в «Справочнике административно-территориального деления Крымской области на 15 июня 1960 года» селение уже не значилось, Соболево официально присоединили к селу Новопавловка (согласно справочнику «Крымская область. Административно-территориальное деление на 1 января 1968 года» — с 1954 по 1968 годы).